# Spillertrupper under VM i fodbold 2010
Følgende er en liste over de spillertrupper, som de 32 deltagende lande mødte op med til VM i fodbold 2010, der blev afholdt fra 11. juni til 11. juli 2014.

## Gruppe A

### Sydafrika
Træner:  Carlos Alberto Parreira